# Стефан (Биляк)
Стефан (в миру Степан Михайлович Биляк, укр. Степан Михайлович Біляк; 17 августа 1917, Ужгород — 10 ноября 2006, Парсиппани-Трой-Хиллс, Нью-Джерси) — религиозный и общественный деятель украинской диаспоры. В 2002—2006 годы — епископ Киевского патриархата с титулом «архиепископ Бориспольский», управляющий приходами УПЦ КП в США и Канаде; в 1949—2002 — священник УПЦ в США; в 1946—1949 — священник УАПЦ в Диаспоре, в 1943—1946 — священник Польской православной церкви.

## Биография
Родился 17 августа 1917 года в Ужгороде в семье Михаила Биляка и Марии из рода Галик. Учиться начал в народной школе (1923—1927); в реальной гимназии в Ужгороде, а закончил среднее образование в Мукачево в 1935 году. В 1935—1939 годы получил богословское образование в духовных семинариях в Ужгороде и Мукачеве (на Чернечьей Горе). Последние экзамены сдал перед Богословской православной испытательной комиссией в Варшаве.
3 октября 1943 года в православной соборе святой Марии Магдалины в Варшаве митрополитом Варшавским Дионисием (Валединским) был рукоположён в сан священника. После рукоположения назначен митрополитом Дионисием помощником настоятеля в церкви архистратига Михаила в Берлине, Германия, где прослужил вплоть до конца Второй мировой войны до 1945 года. Незадолго перед падением Берлина Степан Биляк вместе с семьёй (матушкой Еленой и дочерью Ириной) переехали в Гослар (Грац), где он организовал украинский православный приход во имя святителя Николая, который насчитывал 500 семей (преимущественно из перемещённых лиц). Год позднее приход был ликвидирован ввиду приближающейся Красной армии, а все его члены бежали на Запад. Примкнул к Украинской автокефальной православной церкви в эмиграции. В декабре 1946 года митрополит Поликарп (Сикорский) назначил его преподавателем религии и латинского языка в младших классах лагерной гимназии в Галлендорфе. В 1947 году переселился в Райнс в Вестфалии и там снова организовал большой украинский православный приход во имя святителя Николая, который насчитывал одну тысячу семей. Он работал в ней пастырем, учителем религии и истории в народной школе и лагерной гимназии вплоть до времени выезда в США. Произошло это 30 декабря 1949 года при помощи митрополита Иоанна (Теодоровича), предстоятеля УПЦ в США.
13 января 1950 года Степан Биляк с семьёй прибыл в Нью-Йорк, где пробыл 3 недели, после чего был назначен настоятелем в Успенской церкви в Джонсе, Оклахома. Хоть там он прослужил лишь десять месяцев, под его духовным руководством приход получил новую церковь и купил дом для священника. После Собора в декабре 1950 года назначен настоятелем церкви архистратига Михаила в Миннеаполисе, Миннесота. В Миннеаполисе он пробыл на протяжении шести лет, где получил большое уважение за свой многогранный труд среди украинцев «городов-близнецов». Под его духовным руководством община архистратига Михаила выросла, сплотилась, обогатившись высокими моральными и материальными ценностями. По его инициативе поставлен иконостас и восстановлены старые украинские обрядовые обычаи в богослужениях. Помимо приходской деятельности занимался повседневной заботой о людях, которые в той или иной нужде обращались к священнику, начиная с духовного успокоения тяжелобольных и посещения их по домам, госпиталям и санаториям и заканчивая оформлением гражданских бумаг и устройством людей на различные работы по фабрикам, ресторанам и другим учреждениям. Исполнял обязанности председателя филиала УККА. В этом общественном труде он всегда был толерантен ко всем политическим группам и стоял в стороне от партийных и внутригрупповых конфликтов. По собственному желанию и с согласия консистории был назначен настоятелем Церкви Архистратига Михаила в Вунсаксте, Род-Айленд. После двух лет работы в Вунсаксте его назначили настоятелем Вознесенской церкви в Пассаике, Нью-Джерси. Его стараниями был построен иконостас, восстановлены старые украинские обрядовые обычаи в церковных службах и основаны Строительный фонд для строительство новой церкви.
В ноябре 1963 года, по приглашению правления украинского православного храма святого Владимира в Филадельфии, Пенсильвания, Консистория УПЦ в США, по благословению митрополита Иоанна (Теодоровича), назначила Биляка настоятелем Митрополичьей кафедры святого Владимира, где он служил более 18 лет вплоть до времени избрания его председателем Консистории УПЦ в США 30 мая 1981 года. За десять лет настоятельства Степана Биляка приход кафедрального собора святого Владимира в Филадельфии выполнил большую работу. За три года его настоятельства было приобретено две площадки: одну под строение нового храма, а вторую — на парковку автомашин; куплен новый приходской дом для священника и построен новый кафедральный храм. 11 сентября 1966 года, в день освящения новопостроенного кафедрального храма святого Владимира за усердный труд в Комитете православной церкви за «четверть века, особенно же за труды и руководство при строительстве новой кафедры» митрополитом Иоанном награждён митрой. В 1972 году кафедральная община святого Владимира погасила ипотеку, перечислив в счёт погашения долга Унсоюзу за шесть лет более 250.000 долларов. Были здесь установлены цветные окна «витражи», три мозаичные иконы: две на передней стене по бокам иконостаса, одну запрестольную икону Спасителя; установлена система охлаждения церкви, церковь была ограждена новым забором. В том же 1972 году в месяце мае Владыка Митрополит Мстислав наградил Степана Беляка саном протопресвитера.
На Соборе УАПЦ 1981 года протопресвитер Степан Биляк был избран председателем консистории. В течение десяти лет, помимо приходской труда, он исполнял обязанности заместителя председателя Консистории, был членом Митрополичьего совета, возглавлял филадельфийский деканат, был духовным советником Украинской Православной Лиги. Был также долголетним проповедником «Голоса Америки» в украинских передачах, которые несли Слово Божье нашему народу тогда, когда оно было запрещено. Протопресвитер Степан долгое время работал членом главной Контрольной комиссии Украинского Народного Союза, членом различных акций по помощи Украине.
В 1983 году возглавил приход святителя Николая в Майами, где он вместе с верными преодолел все трудности построения нового Храма Божьего (для него это уже третий).
17 декабря 1998 года подтверждается настоятелем прихода святого Николая в Купер Сити, Флорида, США. 24 ноября 1999 года по просьбе протопресвитера Стефана Беляка он увольняется с должности настоятеля прихода Святого Николая в Купер Сити, Флорида, США и назначается почётным настоятелем этого прихода.
Перешёл в Киевский патриархат. 11 апреля 2002 года был избран Священным Синодом УПЦ Киевского Патриархата епископом Бориспольским. 17 мая 2002 года постригается в монашество с именем Степан. 18 мая 2002 года в церкви святителя Николая города Купер-Сити штата Флорида США состоялось наречение иеромонаха Стефана (Биляка), которое совершили Патриарх УПЦ КП Филарет (Денисенко), епископ Переяслав-Хмельницкий Димитрий (Рудюк) и епископ Уманский Александр (Быковец). 19 мая 2002 года теми же иерархами совершена хиротония иеромонаха Степана (Беляка) во епископа Бориспольского.
20 мая 2002 года назначается управляющим Украинского Православного Викариата УПЦ Киевского Патриархата в США и Канаде.
Умер 10 ноября 2006 года в Парсиппани-Трой-Хиллс, Нью-Джерси.